# West York
West York – jednostka osadnicza w Stanach Zjednoczonych, w stanie Illinois, w hrabstwie Crawford.